# Scorpaena stephanica
Scorpaena stephanica behoort tot het geslacht Scorpaena van de familie van schorpioenvissen. Deze soort komt voor in het centraal-oosten van de Atlantische Oceaan, met name van Mauritanië tot Angola op diepten van 46 tot 200 m meestal van 75 - 200 m. Zijn lengte bedraagt 40 cm.